# Wojciech Adamczyk
Wojciech Adamczyk (sinh ngày 4 tháng 7 năm 1959 tại Szczecin) là một đạo diễn sân khấu và truyền hình người Ba Lan.

## Tiểu sử
Ông tốt nghiệp Khoa Diễn xuất năm 1982, và Khoa Đạo diễn năm 1987 tại Học viện nghệ thuật sân khấu quốc gia Aleksander Zelwerowicz ở Warszawa. Trong những năm 1982-1986, ông là một diễn viên tại Nhà hát Nhân dân ở Warszawa.
Trong những năm 1986-1990, ông là giám đốc tại Nhà hát Jerzy Szaniawski ở Płock và Nhà hát Ba Lan ở Wrocław. Sau đó, trong những năm 1990-1993, ông đảm nhận vai trò đạo diễn tại các nhà hát ở Ba Lan và ở nước ngoài, cũng như làm việc cho Telewizja Polska. Từ năm 2004, ông là giám đốc của Nhà hát Ateneum ở Warsaw.
Từ năm 1993, ông là giảng viên tại Khoa Đạo diễn của PWST ở Warsaw.
Năm 2019, ông trở thành thành viên của Hội đồng Khoa học Ưu tú nhiệm kỳ đầu tiên.
Ông là thành viên của Hiệp hội các nhà làm phim Ba Lan, Hiệp hội nghệ sĩ sân khấu Ba Lan và Hiệp hội Mensa Polska.

## Sự nghiệp điện ảnh

### Đạo diễn
- Tata, a Marcin powiedział (1993)[3]
- Rodziców nie ma w domu (1997–1998)[3]
- Miodowe lata (1998–2003)[3]
- Rodzina zastępcza (1999–2003)[4]
- Lokatorzy (2000)[3]
- Na Wspólnej (2003)[3]
- Camera Café (2004)[3]
- Całkiem nowe lata miodowe (2004)[3]
- Dziupla Cezara (2004)[5]
- Pensjonat pod Różą (2004–2006)[6]
- Ranczo (2006–2016)[7]
- U fryzjera (2006)[8]
- Ranczo Wilkowyje (2007)[9]
- Halo Hans! (2007)[10]
- Tancerze (2009)[11]
- Ludzie Chudego (2010)[12]
- Siła wyższa (2012)[12]
- Ławeczka w Unii (2014)[13]
- Dziewczyny ze Lwowa (2015)[14]

### Diễn viên
- Godzina „W” (1979) trong vai Felek, cấp dưới của Jack
- Armelle (1990)
- Halo Hans! (2007) tập 11 trong vai sĩ quan SS

### Diễn viên khách mời
- Dorastanie (1987) (tập 1)
- Ranczo (2011) (tập 53)

## Đạo diễn sân khấu
- 2001: Bertolt Brecht, Kariera Arturo Ui (Der Aufhaltsame Aufstieg des Arturo Ui), Nhà hát thành phố Witold Gombrowicz ở Gdynia[15]
- 2001: William Gibson, Dwoje na huśtawce (Two For The Seesaw), Nhà hát Ateneum ở Warsaw[16]
- 2002: Johnnie Mortimer & Brian Cooke, Kiedy kota nie ma (When The Cat’s Away), Nhà hát Powszechny ở Łódź[17]
- 2002: Julian Tuwim, Żołnierz królowej Madagaskaru, Nhà hát Syrena ở Warsaw[18]
- 2002: Emmerich Kálmán, Księżniczka czardasza (Die Csàrdàrsfürstin), Nhà hát nhạc kịch ở Lodz[19]
- 2003: Éric-Emmanuel Schmitt, Frederick albo Bulwar Zbrodni (Frederick ou le Boulevard du Crime), Nhà hát Ateneum ở Warsaw[20]
- 2004: John Whiting, Demony (The Devils), Nhà hát Ateneum ở Warsaw[21]
- 2016: Wiktor Szenderowicz, Ludzie i Anioły, Nhà hát Đương đại ở Warsaw[22]
- 2018: Wiktor Szenderowicz, Ekspedycja (oryg. tytuł sztuki: Imiennik Schweitzera), Chương trình truyền hình[23]
- 2021: Juliusz Słowacki, Balladyna, Chương trình truyền hình[24]

## Danh hiệu, giải thưởng và đề cử
- Złoty Medal „Zasłużony Kulturze Gloria Artis” (2018)[25][26]
- „Srebrna Maska” za najlepszy spektakl sezonu (1987)[27]
- „Nagroda im. Korzeniewskiego” przyznawana przez Ministra Kultury i Sztuki za „wybitne osiągnięcia w dziedzinie reżyserii” (1993)[26]
- „Złota Maska” za najlepszą reżyserię sezonu („Zemsta nietoperza” Straussa w Teatrze Muzycznym) (1994)[26]
- Nagroda Akademii Teatralnej za osiągnięcia w pracy pedagogicznej (1996)[27]
- „Złota Maska” za reżyserię opery komicznej „Boccaccio” Suppégo w Teatrze Muzycznym (1998)[26]
- nagroda w Gdańsku na Festiwalu Dobrego Humoru w kategorii „Najdowcipniejszy serial komediowy” za serial Ranczo (2006)[27]